# Phosphaenopterus metzneri
La luciérnaga diurna con élitros (Phosphaenopterus metzneri) es una especie de coleóptero de la familia Lampyridae. Es una especie presente en la península ibérica.